# Stelis labiata
Stelis labiata là một loài Hymenoptera trong họ Megachilidae. Loài này được Provancher mô tả khoa học năm 1888.

## Hình ảnh

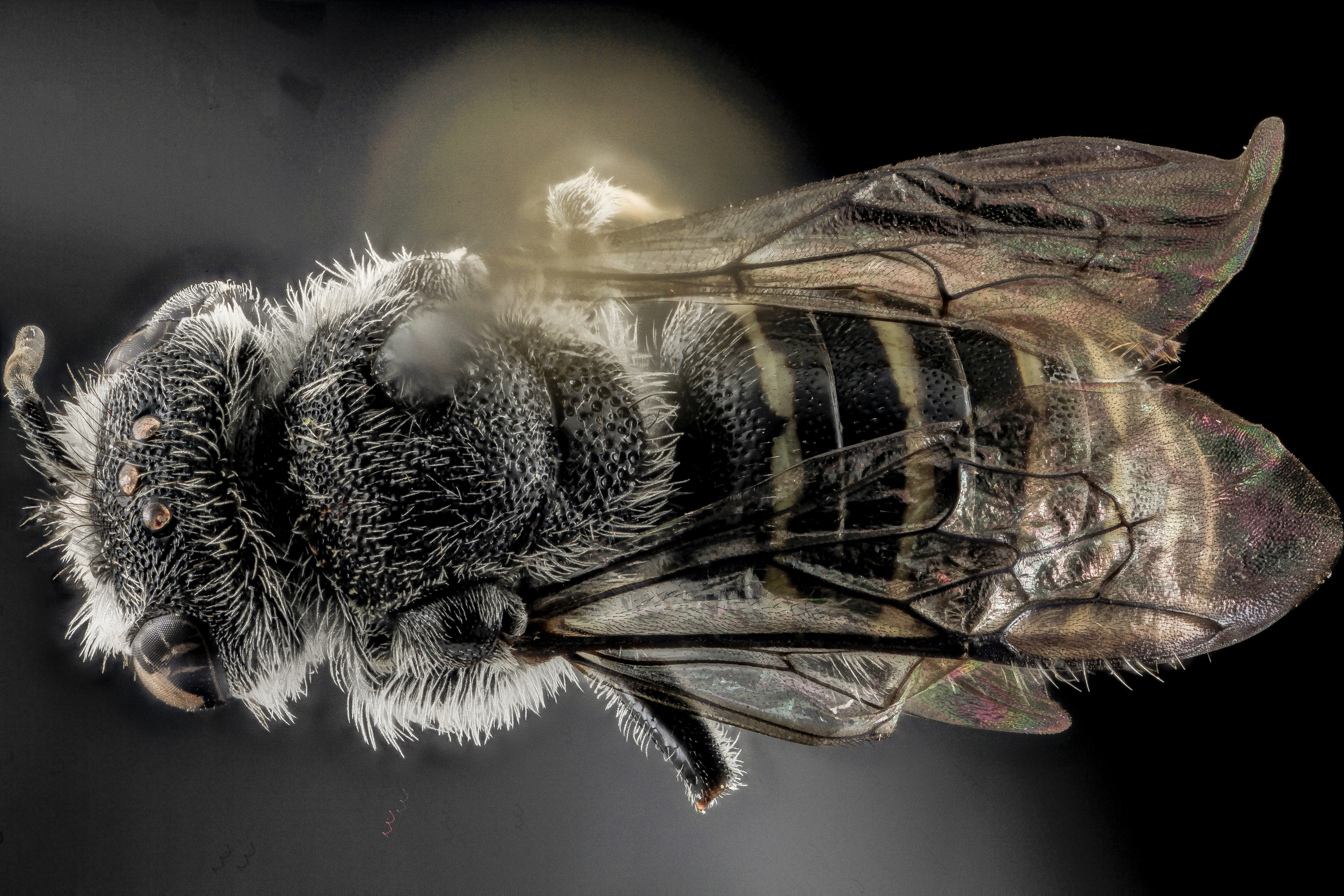
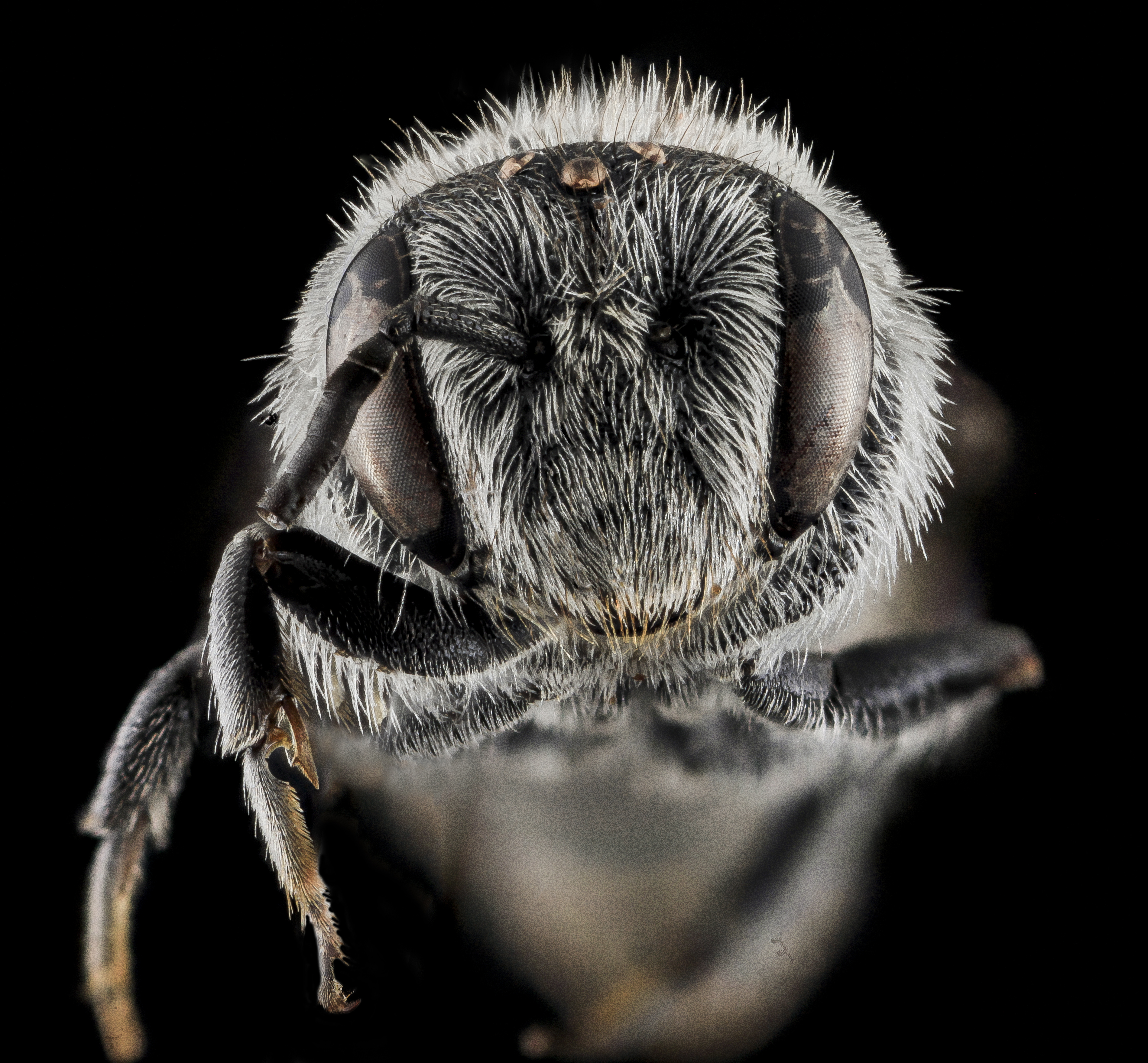
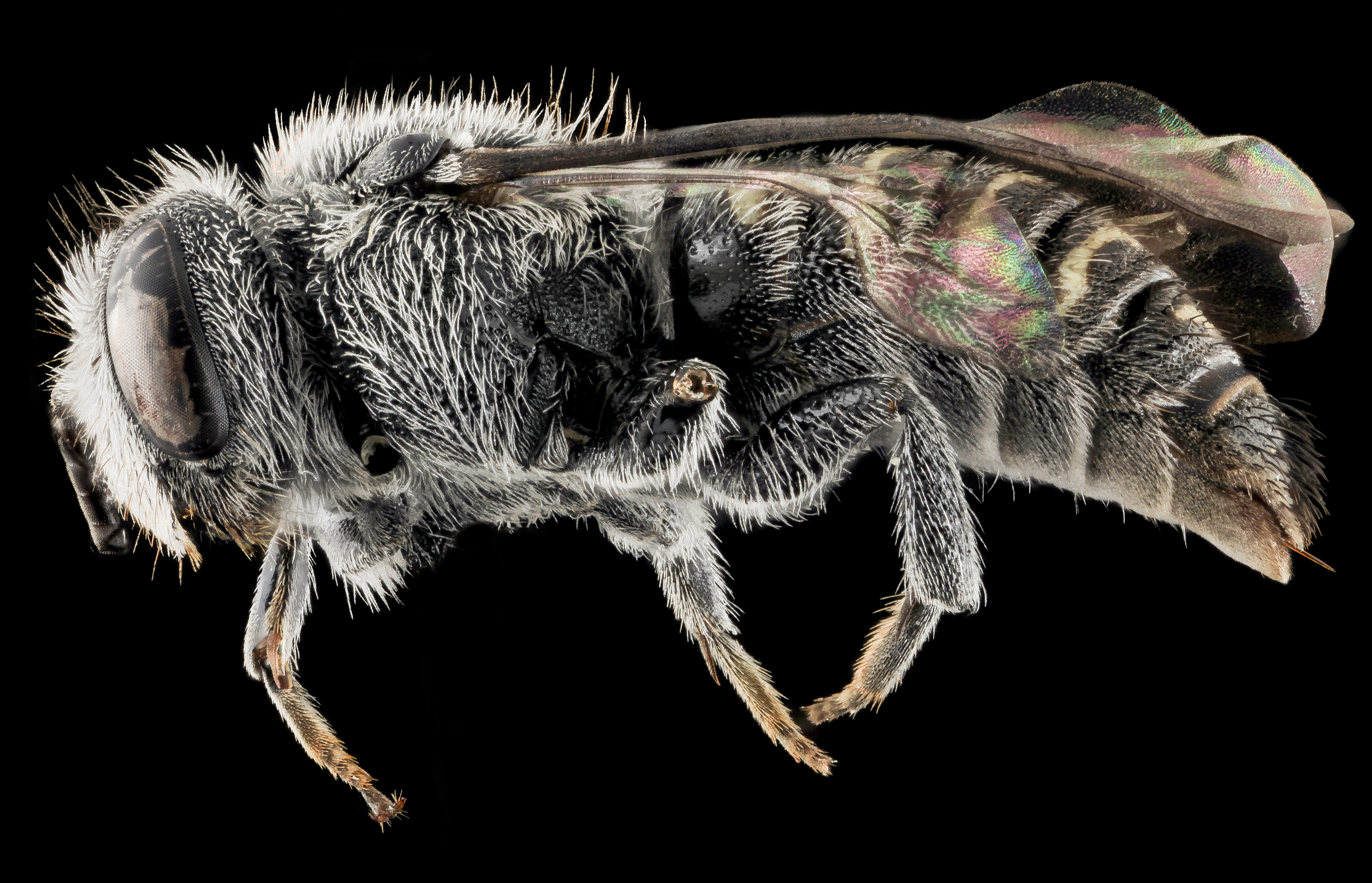
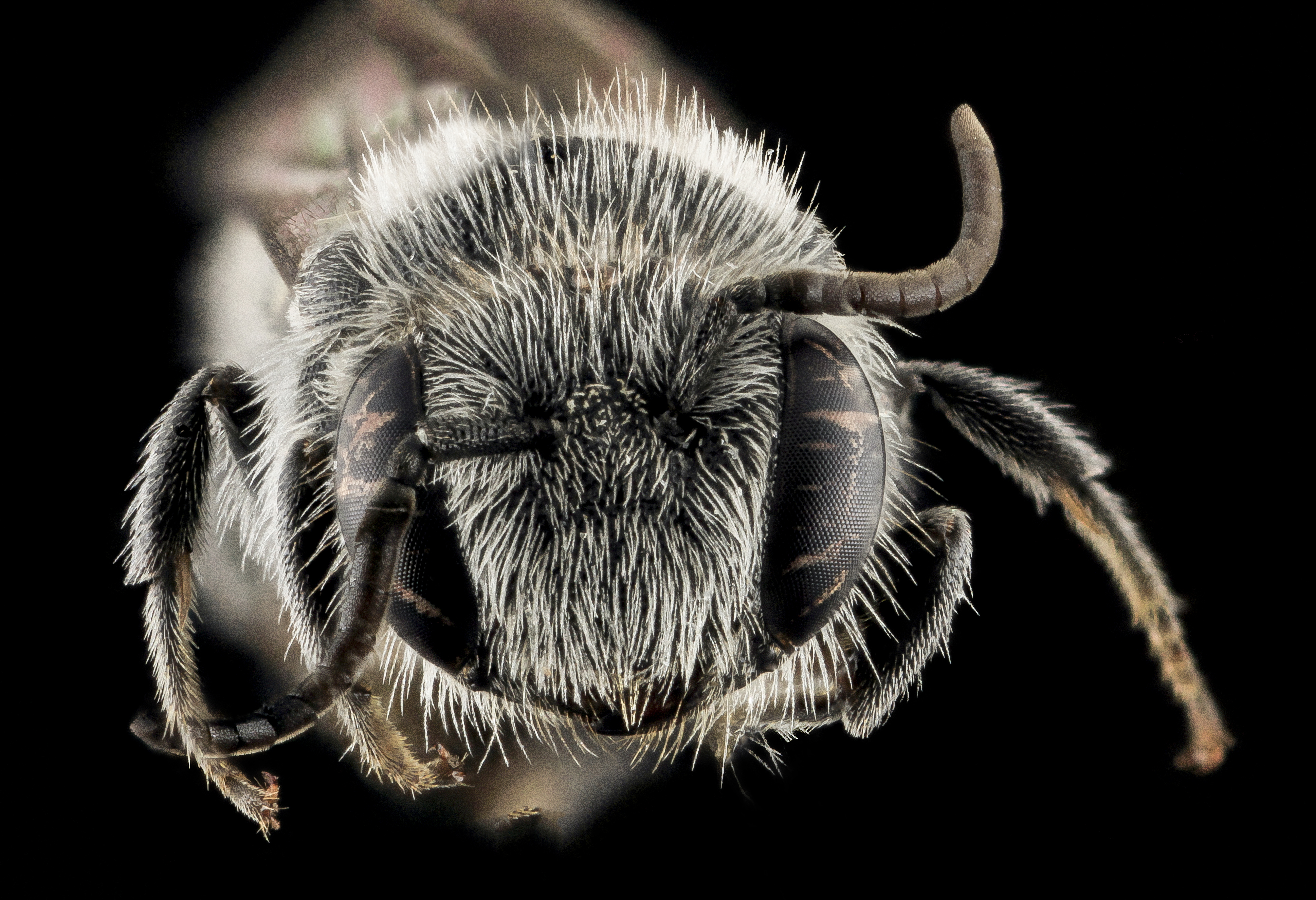